# 小島屋重兵衛
小島屋 重兵衛（こじまや じゅうべえ、生没年不詳）は江戸時代末期から明治時代にかけての江戸の地本問屋、団扇問屋。

## 来歴
幕末から明治時代にかけて江戸の日本橋堀江町2丁目の家主であり、地本問屋、団扇問屋を営業している。歌川豊国、2代目歌川豊国、歌川芳虎、歌川国芳の錦絵、団扇絵を出版している。

## 作品
- 歌川豊国 「秀の山雷五郎」 横大判 錦絵
- 2代歌川豊国 「樵婦」 団扇絵 錦絵 天保5年（1834年）か
- 歌川国芳 「東海道五十三対 川崎」 大判 錦絵 弘化2年（1845年）
- 歌川芳虎 「庚申山の犬飼源八」 大判3枚続 錦絵 嘉永ころ